# Monomorium edentatum
Monomorium edentatum är en myrart som beskrevs av Carlo Emery 1897. Monomorium edentatum ingår i släktet Monomorium och familjen myror. Inga underarter finns listade i Catalogue of Life.